# Promo (luta profissional)

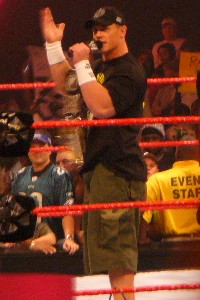
John Cena realizando uma promo em 2006

Na luta profissional, uma promo é um diálogo ou monólogo usado para avançar na storyline. O acto de fazer uma entrevista destas é conhecido no ramo e pelos fãs como fazer uma promo. Uma promo que é usada para denegrir ou insultar outro indivíduo, um stable, ou uma promoção rival designa-se de ser feita para atingir o alvo. A promo é também feita para a audiência decidir se gosta ou não de uma persona de wrestling.